# レスター・ケーニッヒ
レスター・ケーニッヒ（Lester Koenig, 1918年12月3日 - 1977年11月20日）は、アメリカ合衆国の脚本家、映画プロデューサー、ジャズ・レコード・レーベルのコンテンポラリー・レコードの創設者である。

## 生涯
ニューヨークのユダヤ系の家庭に生まれる。父は判事、弟のジュリアンはコピーライターである。子供の頃よりレコードを収集し、後に師事したジョン・ハモンドによってレコード業界に紹介される。ダートマス大学時代はパラマウント映画の制作部長のB・P・シュールバーグの息子のバッド・シュールバーグと友人になる。卒業後はイェール・ロー・スクールに通うが、父が亡くなると中退した。1937年にB・P・シュールバーグからパラマウントで脚本家として働く誘いを受けるとロサンゼルスに移る。ロサンゼルスではジョン・ハモンドの経験を活かし、デヴィッド・スチュアートとその妻のマリリ・モーデンに雇われてジャズ・マン・レコードで多くのレコードを製作する。第二次世界大戦時にはキャリアを中断してアメリカ陸軍航空隊の映画部門で働き、ウィリアム・ワイラー監督の戦争ドキュメンタリー『メンフィス・ベル』（1944年）と『サンダーボルト』（1947年）の脚本を書いた。1947年、ケーニッヒは下院非米活動委員会によってブラックリストに入れられた。
その後彼はジャズ・マン・レコードでのレコード製作に復帰するためにロサンゼルスに戻ったが、スチュアートとモーデンが離婚しており、更に彼女はクレセント・レコードのネスヒ・アーティガンと再婚していたため、代わりに彼は自分のレーベルであるグッド・タイム・ジャズ・レコードを設立した。1952年、アーティガンはクレセントと合併済みであったジャズ・マンをケーニッヒに売却した。1951年、ケーニッヒはコンテンポラリー・レコードを設立した。

## 私生活
1948年、デヴィッド・スチュアーの紹介で知り合ったサラ・Y・メイソンとヴィクター・ヒアマンの娘のキャサリンと結婚した。息子と娘を1人ずつもうけたが、1954年に離婚した。1961年、ジャズ・シンガーのジョイ・ブライアンと結婚し、2子をもうける。1977年11月20日に心臓発作で亡くなった。